# Aethopyga
Aethopyga är ett fågelsläkte i familjen solfåglar inom ordningen tättingar. Släktet omfattar 21 arter som förekommer i Asien från Himalaya till södra Kina, Filippinerna och Sulawesi:
- Sangihesolfågel (A. duyvenbodei)
- Rödstjärtad solfågel (A. ignicauda)
- Svartstrupig solfågel (A. saturata)
- Blåsmyckad solfågel (A. gouldiae)
- Grönstjärtad solfågel (A. nipalensis)
- Palawansolfågel (A. shelleyi)
- Scharlakanssolfågel (A. temminckii)
- Javasolfågel (A. mystacalis)
- Sahyadrisolfågel (A. vigorsii)
- Karmosinsolfågel (A. siparaja)
- Visayasolfågel (A. magnifica)
- Saxstjärtad solfågel (A. christinae)
- Guldstrupig solfågel (A. bella)
- Vitsidig solfågel (A. eximia)
- Eldsolfågel (A. flagrans)
- Brunnackad solfågel (A. guimarasensis)
- Smaragdvingad solfågel (A. pulcherrima)
- Compostelasolfågel (A. linaraborae)
- Mindanaosolfågel (A. primigenia)
- Aposolfågel (A. boltoni)
- Tbolisolfågel (A. tibolii)